# کنسرتو ویولن (برگ)
آلبان برگ کنسرتو ویولن خود را در سال ۱۹۳۵ خلق کرد. (تاریخ درج شده در اثر ۱۱ اوت ۱۹۳۵ است). این قطعه احتمالاً شناخته شده‌ترین و پر اجراترین اثر برگ است که در آن آهنگساز سعی در تطبیق دیاتونیسم و دودکافونی داشت. برگ این اثر را به سفارش لوئیس کراسنر خلق کرد و این آخرین اثری بود که او به اتمام رساند. کراسنر پس از مرگ آهنگساز، در ۱۹ آوریل ۱۹۳۶ برای نخستین بار اثر را در بارسلون اجرا کرد.

## طرح اولیه و تصنیف

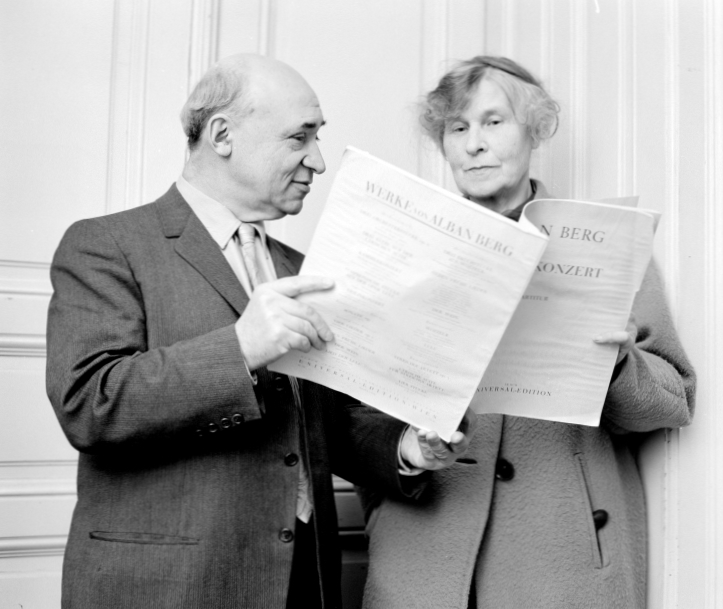
کراسنر به همراه بیوه برگ، هلن برگ (۱۹۶۱)

این قطعه به درخواست ویولونیست، لویی کراسنر خلق شد. هنگامی که برگ برای اولین بار سفارش ساخت آن را دریافت کرد، در حال کار بر روی اپرای خود «لولو» بود و تا چند ماه کار روی کنسرتو را شروع نکرد. حادثه‌ای که وی را به خلق این اثر ترغیب کرد، مرگ مانون گروپیوس ۱۸ ساله، دختر آلما مالر والتر گروپیوس، در اثر فلج اطفال بود. برگ نوشتن لولو را برای خلق کنسرتویی که آن را «در یادبود یک فرشته» نامیده بود، کنار گذاشت.
برگ با سرعت عمل بالایی روی این قطعه کار کرد و آن را در عرض چند ماه کامل کرد. تصور می‌شود که کار روی این کنسرتو عامل اصلی تکمیل نشدن لولو قبل از مرگ وی در ۲۴ دسامبر ۱۹۳۵ بود. کنسرتو ویولون آخرین کاری بود که برگ به اتمام رساند. برگ در نامه ای به کراسنر مورخ ۱۶ ژوئیه ۱۹۳۵ نوشت: 
دیروز من تصنیف کنسرتوی ویولن خود را [بدون تکمیل ارکستراسیون] به پایان رساندم. من احتمالاً نسبت به آن شگفت زده‌تر از شما هستم (...) این اثر به من شادی بیشتر و بیشتری بخشید. امیدوارم - نه، من اطمینان دارم - که موفق شده‌ام.

## سازبندی
این اثر برای: ۲ فلوت (هر دو دوبل پیکولو)، ۲ ابوا (یکی دوبل کر آنگله)، ساکسوفون آلتو (دوبل کلارینت سوم)، ۲ کلارینت، کلارینت باس، ۲ فاگوت، کنترفاگوت، ۴ هورن، ۲ ترومپت، ۲ ترومبون، توبا، تیمپانی، کوبه‌ای، هارپ و زهی‌ها

## موسیقی
برگ در نامه ای به آرنولد شوئنبرگ ساختار کنسرتو را شرح داد. این اثر در دو موومان است که هر کدام به دو بخش تقسیم می‌شوند:
1. a)آندانته (پرلود) b)آلگرتو (اسکرزو
2. a)آلگرو (کادانس) b)آداجیو (واریاسونهای کرال)

اثر به صورت آندانته و به فرم کلاسیک سونات آغاز می‌شود و پس از آن آلگرتو، یک بخش رقص مانند، شروع می‌شود. موومان دوم با آلگرو شروع می‌شود که اساساً بر اساس یک سل ریتمیک تکرار شونده است. این بخش همانند یک کادانس توصیف شده‌است، و قسمتهای بسیار دشواری برای تکنواز دارد. ارکستراسیون در اوج خود کاملاً خشن می‌شود (که در اثر، با عبارت «بالاترین نقطه آلگرو» مشخص شده‌است). بخش چهارم و آخر با نام آداژیو، خلق و خوی بسیار آرام‌تری دارد. دو بخش اول نماد زندگی است، و دو بخش آخر نماد مرگ و تجلی است.

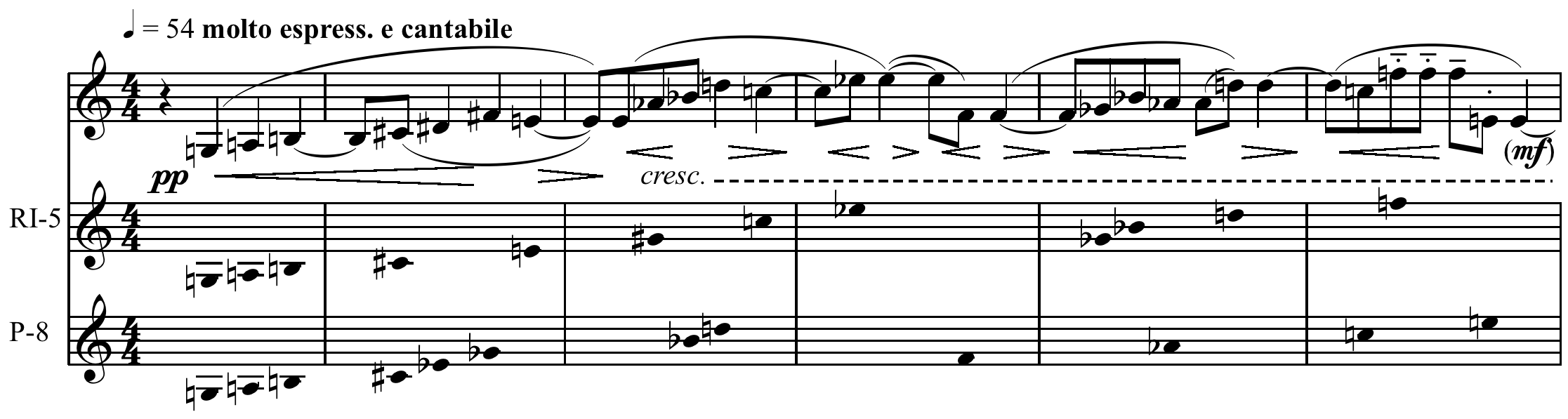
"lament" melody and its construction from the pitches of RI-5 and P-8

مانند تعدادی دیگر از آثار برگ، این قطعه ترکیبی از تکنیک دوازده نغمه، که خصیصه سریالیسم است که برگ از معلم خود آرنولد شوئنبرگ آموخت، و قسمت‌هایی به سبک آزادتر و تونالتر است. موسیقی این اثر سریالیسم و تونالیته را به طرز قابل توجهی ادغام می‌کند. ردیف نغمه‌ای اثر به این صورت است:
اگرچه این ردیف شامل هر دوازده نت گام کروماتیک است، اما یک تونالیته قوی زیر این ردیف در جریان است: سه نت اول ردیف، تریاد سل مینور را تشکیل می‌دهند. نت‌های سه تا پنج یک تریاد ر ماژور هستند. نت‌های پنج تا هفت یک تریاد لا مینور است. نت‌های‌های هفت تا نه یک تریاد می ماژور را تشکیل می‌دهند.
قادر به گردآوری پوشه ورودی لیلی‌پوند نیست:

line 1 - column 90:
not a note name: ۸
و چهار نت آخر (فا، می بمل، دو دیز و سی) و اولین نت (سل) با هم بخشی از گام دوم بزرگ را تشکیل می‌دهند. ریشه‌های چهار تریاد مربوط به سیم‌های باز ویولن است که در قسمت ابتدایی اثر قطعه بر آن تاکیید می‌شود.